# سوامينارايان اكشاردام
سوامينارايان اكشاردام هو معبد هندوسي يقع في نيودلهي،الهند.تم افتتاحه في 6 نوفمبر 2005.